# Australaria tenuitesta
Australaria tenuitesta is een slakkensoort uit de familie van de Fasciolariidae. De wetenschappelijke naam van de soort is voor het eerst geldig gepubliceerd in 2012 door Snyder, Vermeij & Lyons.